# Trượt ván trên tuyết tại Thế vận hội Mùa đông 2018 - Dốc chướng ngại vật nữ
Nội dung dốc chướng ngại vật nữ (slopestyle) của Thế vận hội Mùa đông 2018 diễn ra vào ngày 12 tháng 2 năm 2018 tại Công viên Phoenix Bogwang ở Pyeongchang, Hàn Quốc.

## Kết quả
Chung kết bắt đầu lúc 10:33.
| Hạng | Thứ tự | Tên                  | Quốc gia                     | Lượt 1 | Lượt 2 | Tốt nhất | Ghi chú |
| ---- | ------ | -------------------- | ---------------------------- | ------ | ------ | -------- | ------- |
| 1    | 26     | Jamie Anderson       | Hoa Kỳ                       | 83.00  | 34.56  | 83.00    |         |
| 2    | 20     | Laurie Blouin        | Canada                       | 49.16  | 76.33  | 76.33    |         |
| 3    | 22     | Enni Rukajärvi       | Phần Lan                     | 45.85  | 75.38  | 75.38    |         |
| 4    | 15     | Silje Norendal       | Na Uy                        | 73.91  | 47.66  | 73.91    |         |
| 5    | 9      | Jessika Jenson       | Hoa Kỳ                       | 72.76  | 41.11  | 72.76    |         |
| 6    | 19     | Hailey Langland      | Hoa Kỳ                       | 41.26  | 71.80  | 71.80    |         |
| 7    | 11     | Sina Candrian        | Thụy Sĩ                      | 66.35  | 39.80  | 66.35    |         |
| 8    | 8      | Sofya Fyodorova      | Vận động viên Olympic từ Nga | 27.53  | 65.73  | 65.73    |         |
| 9    | 13     | Yuka Fujimori        | Nhật Bản                     | 63.73  | 48.51  | 63.73    |         |
| 10   | 10     | Elena Könz           | Thụy Sĩ                      | 17.28  | 59.00  | 59.00    |         |
| 11   | 25     | Julia Marino         | Hoa Kỳ                       | 55.85  | 41.05  | 55.85    |         |
| 12   | 5      | Asami Hirono         | Nhật Bản                     | 49.80  | 27.26  | 49.80    |         |
| 13   | 21     | Zoi Sadowski-Synnott | New Zealand                  | 26.70  | 48.38  | 48.38    |         |
| 14   | 16     | Reira Iwabuchi       | Nhật Bản                     | 48.33  | 31.06  | 48.33    |         |
| 15   | 24     | Anna Gasser          | Áo                           | 42.05  | 46.56  | 46.56    |         |
| 16   | 1      | Šárka Pančochová     | Cộng hòa Séc                 | 43.46  | 39.18  | 43.46    |         |
| 17   | 14     | Aimee Fuller         | Anh Quốc                     | 34.63  | 41.43  | 41.43    |         |
| 18   | 12     | Isabel Derungs       | Thụy Sĩ                      | 39.66  | 31.98  | 39.66    |         |
| 19   | 18     | Miyabi Onitsuka      | Nhật Bản                     | 33.25  | 39.55  | 39.55    |         |
| 20   | 4      | Carla Somaini        | Thụy Sĩ                      | 36.71  | 23.08  | 36.71    |         |
| 21   | 17     | Brooke Voigt         | Canada                       | 24.36  | 36.61  | 36.61    |         |
| 22   | 23     | Spencer O'Brien      | Canada                       | 26.43  | 36.45  | 36.45    |         |
| 23   | 7      | Cheryl Maas          | Hà Lan                       | 31.71  | 35.30  | 35.30    |         |
| 24   | 3      | Klaudia Medlová      | Slovakia                     | 26.16  | 34.00  | 34.00    |         |
| 25   | 2      | Lucile Lefevre       | Pháp                         | 28.35  | 17.31  | 28.35    |         |
| 26   | 6      | Silvia Mittermueller | Đức                          | 1.00   | DNS    | 1.00     |         |